# Strophurus taenicauda
Strophurus taenicauda — вид ящірок з родини Diplodactylidae.

## Поширення
Ендемік Австралії. Поширений на сході країни у північній частині Нового Південного Уельсу та південному сході Квінсленда. Мешкає у сухих лісах та саванах.

## Опис
Веде нічний спосіб життя. Полює на комах, таких як цвіркуни, таргани. Може виділяти бризки смердючої рідини зі свого хвоста як захисний механізм для стримування потенційних хижаків.

## Підвиди
- Strophurus taenicauda albiocularis Danny Brown, Jessica Worthington Wilmer & Stewart MacDonald.
- Strophurus taenicauda taenicauda (De Vis, 1886)
- Strophurus taenicauda triaureus D. Brown, Worthington Wilmer & MacDonald, 2012